# Cardal
Cardal és una localitat de l'Uruguai, ubicada al sud-oest del departament de Florida. Té una població aproximada de 1.479 habitants, segons les dades del cens del 2004.
Es troba a 39 metres sobre el nivell del mar.
| 1963  | 1975  | 1985  | 1996  | 2004    |
| ----- | ----- | ----- | ----- | ------- |
| 1.117 | 1.155 | 1.320 | 1.274 | {{{5}}} |